# Лунка (Валя-Лунге, Алба)
Лунка (рум. Lunca) — село у повіті Алба в Румунії. Входить до складу комуни Валя-Лунге.
Село розташоване на відстані 243 км на північний захід від Бухареста, 37 км на схід від Алба-Юлії, 82 км на південний схід від Клуж-Напоки, 129 км на північний захід від Брашова.

## Населення
За даними перепису населення 2002 року у селі проживали 476 осіб.
Національний склад населення села:
| Національність | Кількість осіб | Відсоток |
| -------------- | -------------- | -------- |
| румуни         | 397            | 83,4%    |
| цигани         | 79             | 16,6%    |

Рідною мовою назвали:
| Мова      | Кількість осіб | Відсоток |
| --------- | -------------- | -------- |
| румунська | 397            | 83,4%    |
| циганська | 79             | 16,6%    |